# Перетти ди Монтальто, Франческо
Франческо Перетти ди Монтальто, 2-й князь Венафро (итал. Francesco Peretti di Montalto, II principe di Venafro; 1595, Рим, Папская область — 4 мая 1655, там же) — итальянский кардинал из семьи Перетти. Архиепископ Монреале с 30 мая 1650 по 4 мая 1655. Камерленго Священной Коллегии кардиналов с 8 января 1653 по 12 января 1654. Кардинал-священник с 16 декабря 1641, с титулом церкви Сан-Джироламо-деи-Кроати с 10 февраля 1642 по 4 мая 1655.